# Gorodky
Gorodky (городки, švédsky poppi, litevsky miestučiai) je tradiční ruská společenská hra, známá mj. z animovaného seriálu Jen počkej, zajíci!.

## Pravidla

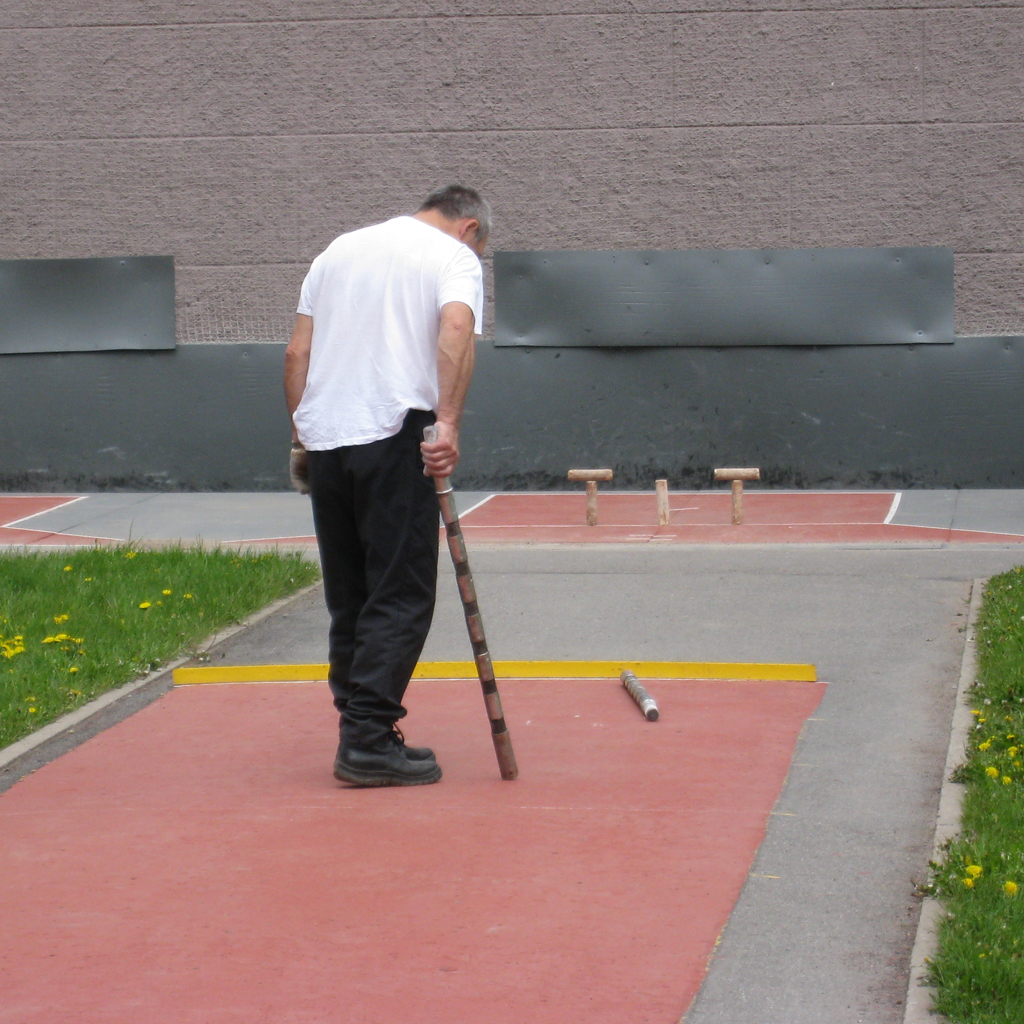
Hráč gorodků v Petrohradě

Ke hře je potřeba pět dřevěných (zpravidla březových) válečků dlouhých 20 cm a o průměru 5 cm. Z těch se postupně skládá patnáct figur: dělo, šíp, letadlo, vidlice, studna, artilérie, hvězda, strážní, rak, kulometné hnízdo, srp, střelnice, kliková hřídel, raketa, dopis. Sestavy jsou umístěny na přední straně čtverce 2×2 metry zvaného gorod (město). Hráči ze dvou stanovišť (vzdálených 13 m a 6,5 m) házejí asi metr dlouhou dřevěnou palici (někdy opatřenou kovovými objímkami) na válečky tak, aby je vyrazili z gorodu. Hra končí, když jsou všechny figury shozeny, vítězem se stává hráč, který k tomu potřeboval nejméně hodů. Gorodky mohou hrát jednotlivci i družstva.
Původně se hrálo na holé hlíně, ve 20. století ji nahradil asfalt. Ten však snadno praskal, tak ho vystřídal plech, který vydával charakteristický hluk – proto se dnes používá speciální umělá hmota.

## Historie
Gorodky údajně hráli staří Slované už ve středověku. První písemné záznamy pocházejí z doby Petra I. Hra se stala velmi populární, provozovaly ji významné osobnosti jako Lev Nikolajevič Tolstoj, Fjodor Ivanovič Šaljapin nebo Vladimir Iljič Lenin. V roce 1923 byla vydána první pravidla sportovních gorodků, od roku 1936 se pořádalo mistrovství SSSR. V sedmdesátých letech bylo registrováno 350 000 hráčů, od té doby popularita gorodek poněkud upadá v konkurenci nových sportovních odvětví. Kromě Ruska jsou gorodky populární také ve Skandinávii a Pobaltí.